# Käthe-Kollwitz-Haus Moritzburg

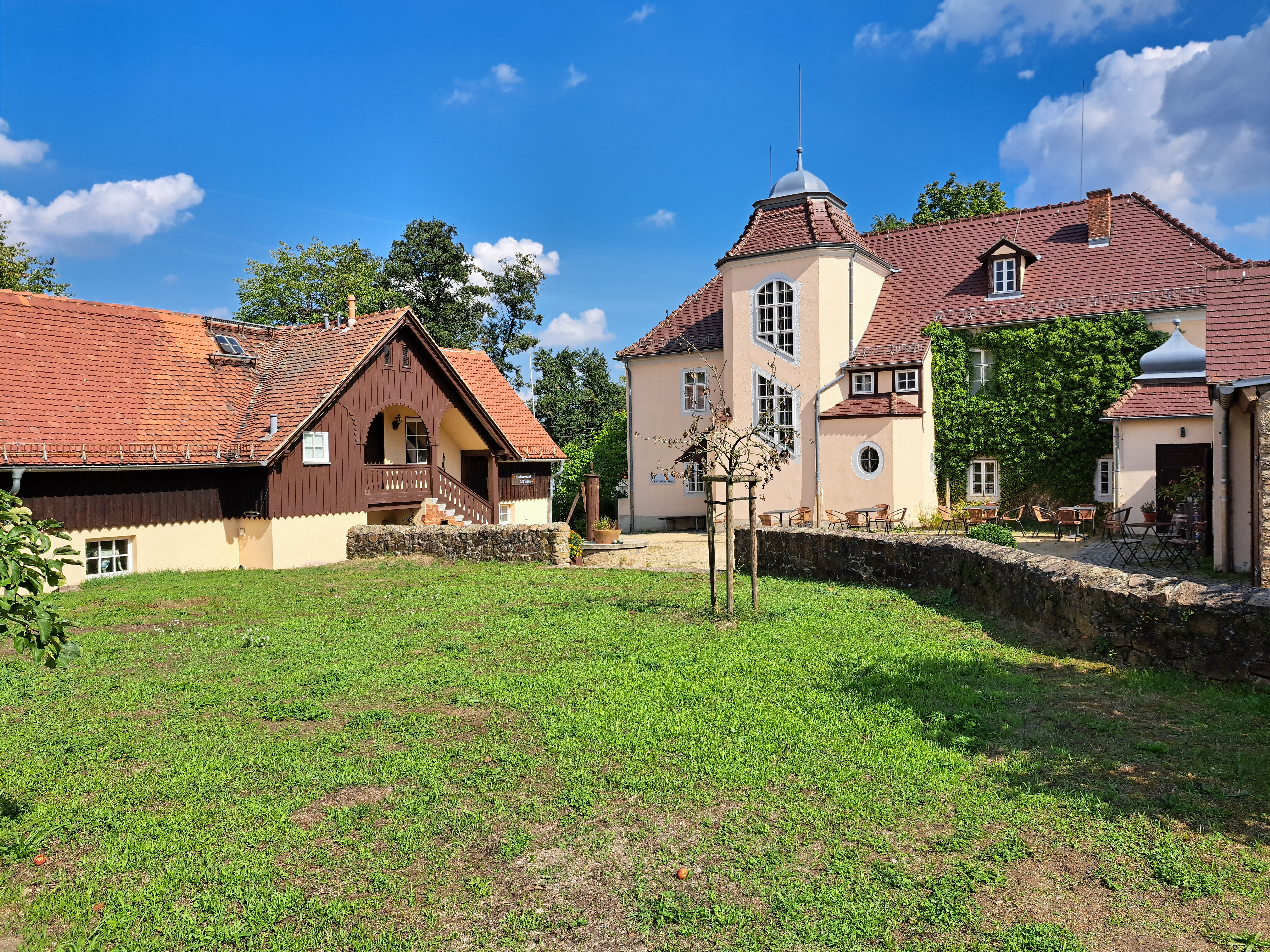
Moritzburg, Rüdenhof

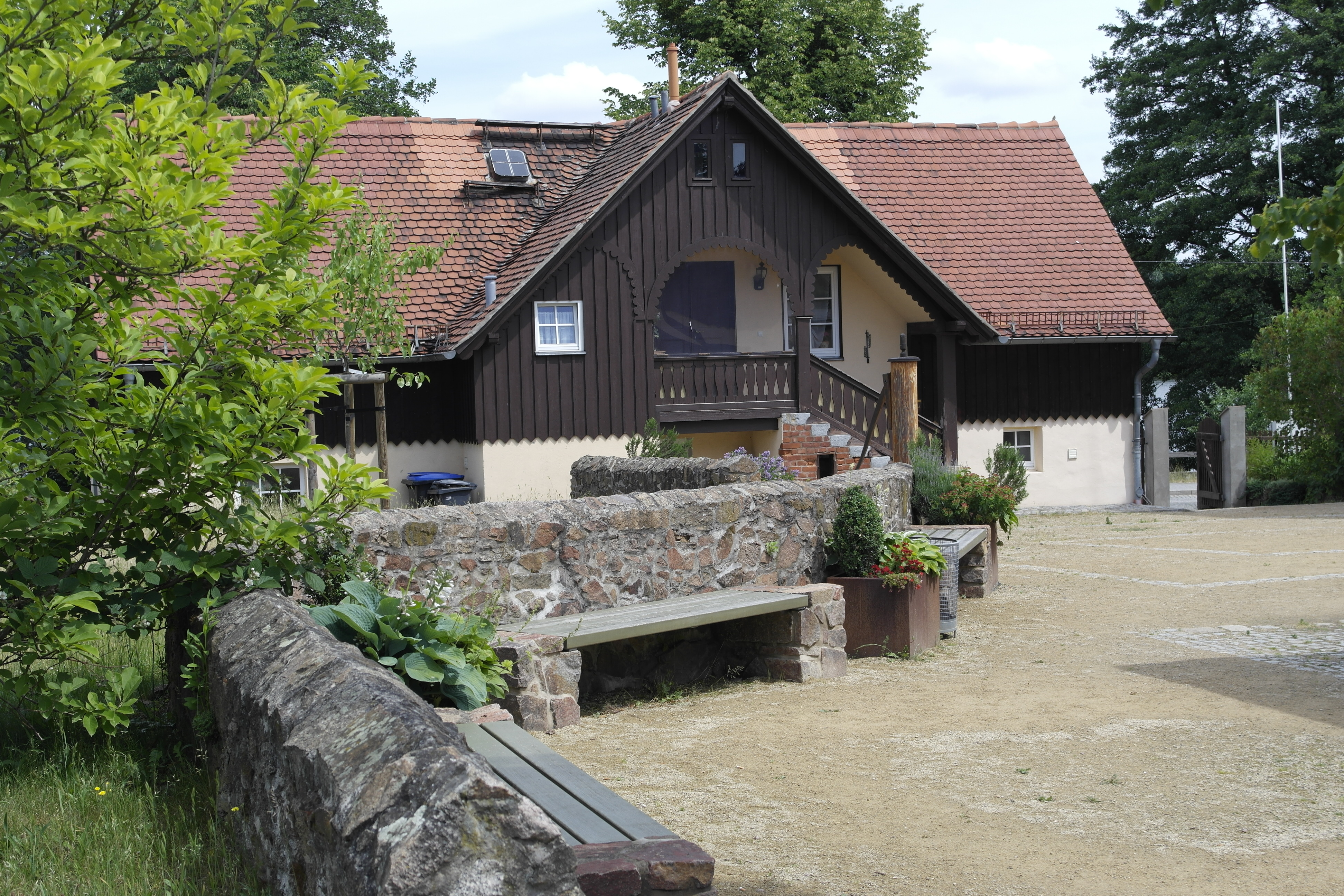
Moritzburg, Rüdenhof

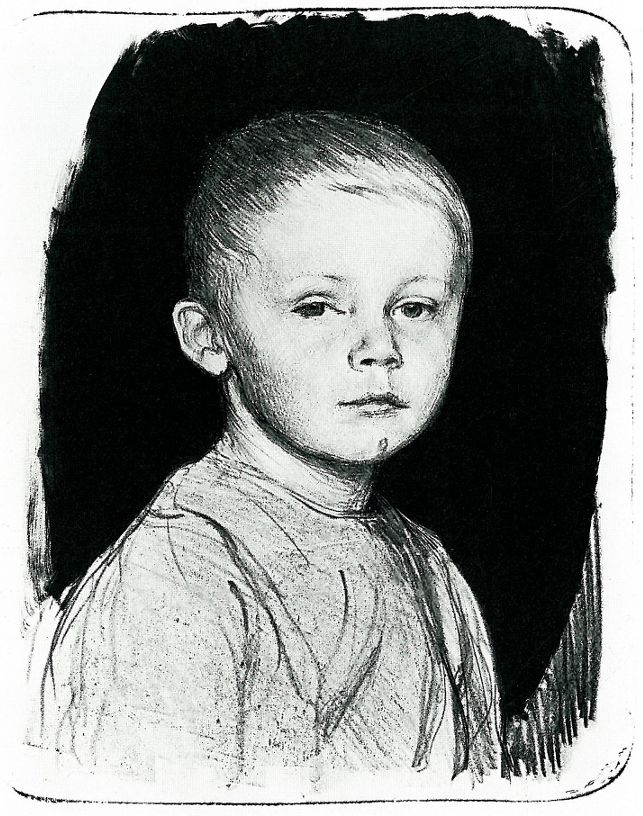
Sohn von Käthe Kollwitz

Das Käthe-Kollwitz-Haus Moritzburg (ursprünglich: Rüdenhof) ist der letzte Wohnsitz von Käthe Kollwitz in Moritzburg bei Dresden. Das Haus wurde am 22. April 1995, dem 50. Todestags der Künstlerin, als Museum eröffnet. Es liegt in der Meißner Straße am Schlossteich mit Blick auf das Schloss Moritzburg.
Es gibt mit einer kleinen grafischen Sammlung Einblick über mehr als 50 Jahre künstlerischen Schaffens und ist der einzige Ort, an dem sich die Persönlichkeit der Künstlerin noch heute authentisch erfahren lässt, unter anderem auch mit Fotografien sowie Tagebuch- und Briefauszügen.

## Geschichte

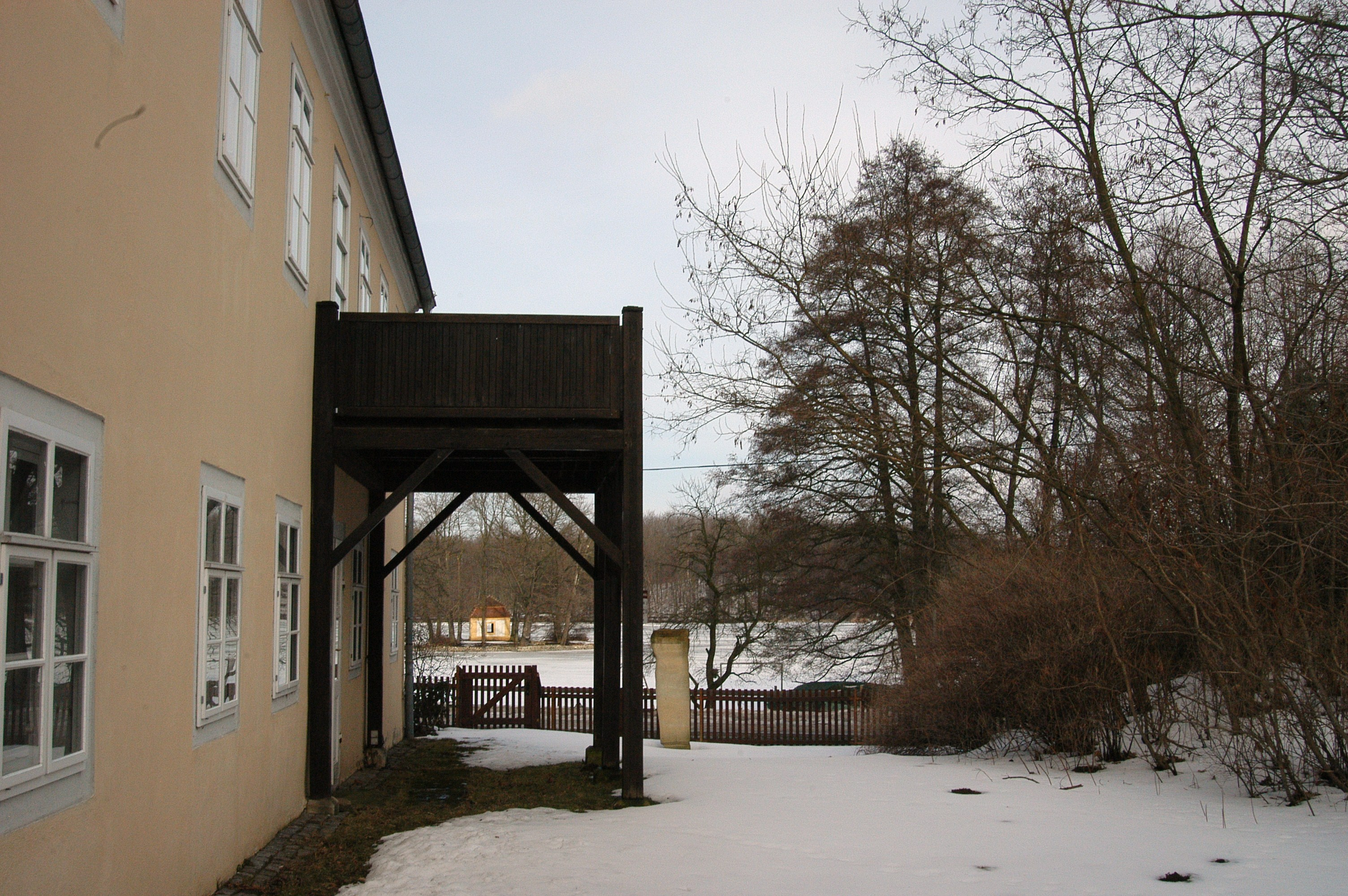
Balkon mit Teichblick am Rüdenhof in Moritzburg, 2010

Aus den ersten nachweisbaren Urkunden und Akten wird ersichtlich, dass der Rüdenhof im 18. Jahrhundert Bestandteil der kurfürstlichen Menagerie zum Jagdschloss war. Als der Kurfürst August der Starke im Jahr 1731 eine Afrikaexpedition ausstattete, brauchte er für die von ihm geforderten exotischen Tiere eine Stallung. Diese entstand unweit vom Schloss auf dem heutigen Gelände des Rüdenhofes. Die Vogelvolieren und Straußengehege verblieben bis zum Ableben des Kurfürsten. Sein Sohn Friedrich August II verlegte die Tierhaltung an den Großteich und die verbliebene Bebauung blieb ungenutzt und verfiel. Im Jahr 1896 erwarben die Grafen von Münster den Besitz des Rüdenhofes. Es erfolgten Umgestaltungen und Veränderungen an den Gebäuden, wie auch ein neuer Treppenturm hinzu kam. Zuletzt, im Jahr 1944, lebte die Gräfin Ida zu Münster auf dem Hof. Sie nahm auf Bitten vom Prinzen Ernst Heinrich von Sachsen die in Berlin und Nordhausen ausgebombte und obdachlose Künstlerin Käthe Kollwitz auf. Ernst Heinrich war ein Bewunderer der Kunst von Käthe Kollwitz. Eigens für die greise Künstlerin ließ er einen Balkon anbauen, der ihr den Blick über den Teich gestattete. Im Jahr 1945 wurde das Gehöft der Grafen von Münster enteignet. Mit der Bodenreform ging der Rüdenhof in den Besitz der Gemeinde Moritzburg über. Diese nutzte das Gelände zunächst für Umsiedler, später auch als Kindergarten. Im Jahr 1994 wurde das Stiftungsvermögen in die Stiftung Käthe Kollwitz Haus übertragen.

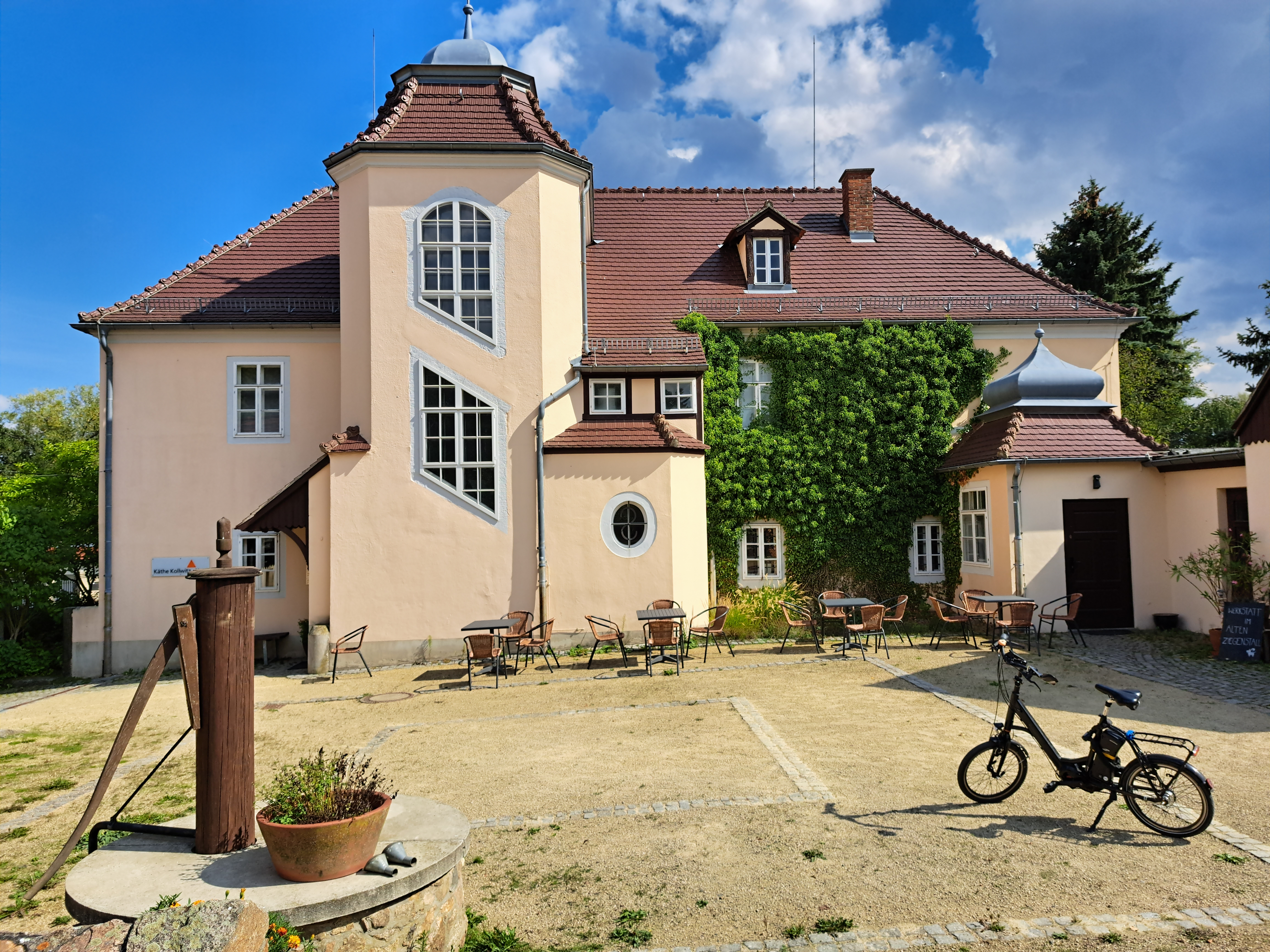
Rüdenhof 2022, Käthe Kollwitz Haus
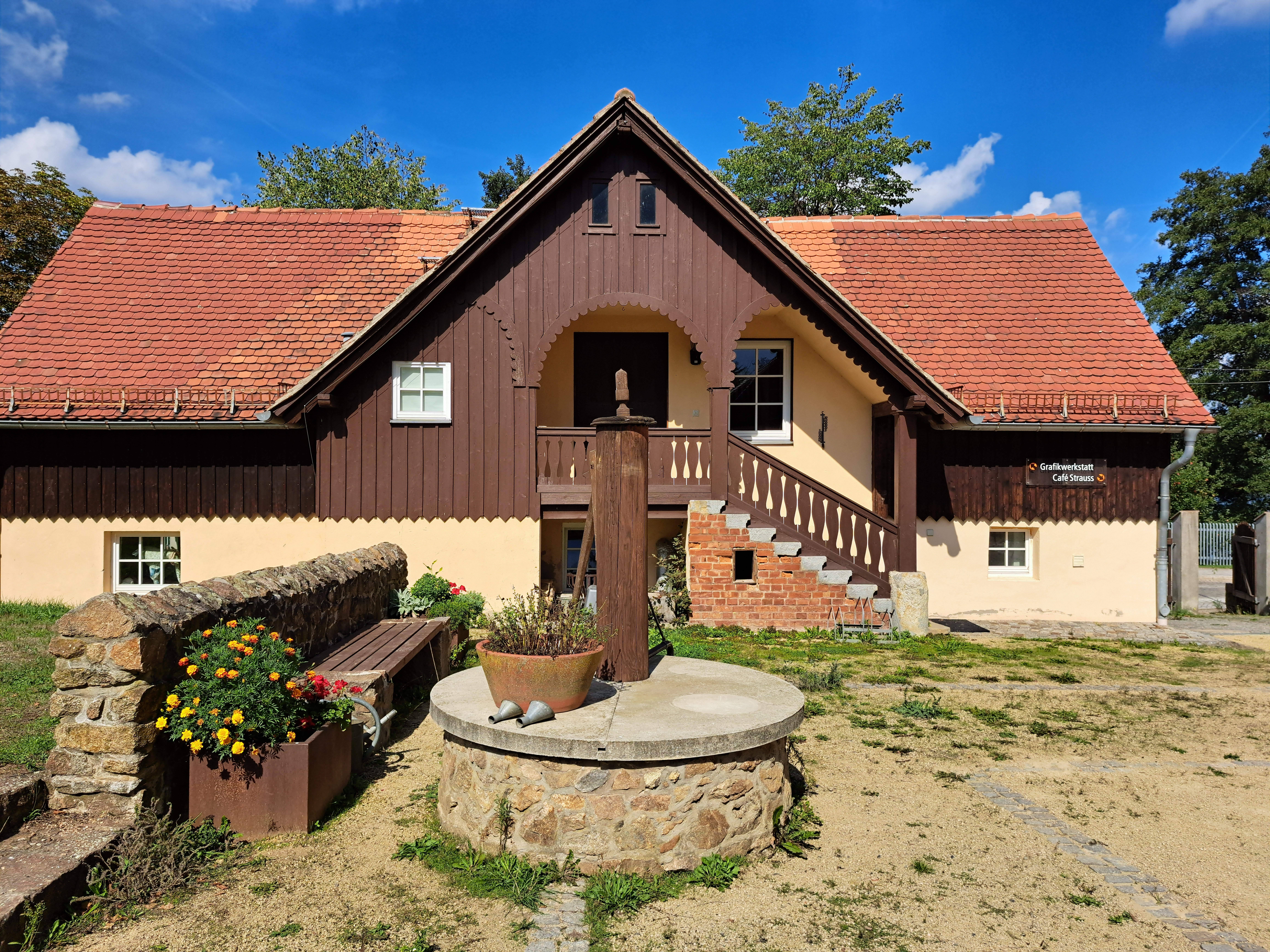
Rüdenhof 2022, Künstlerwerkstatt
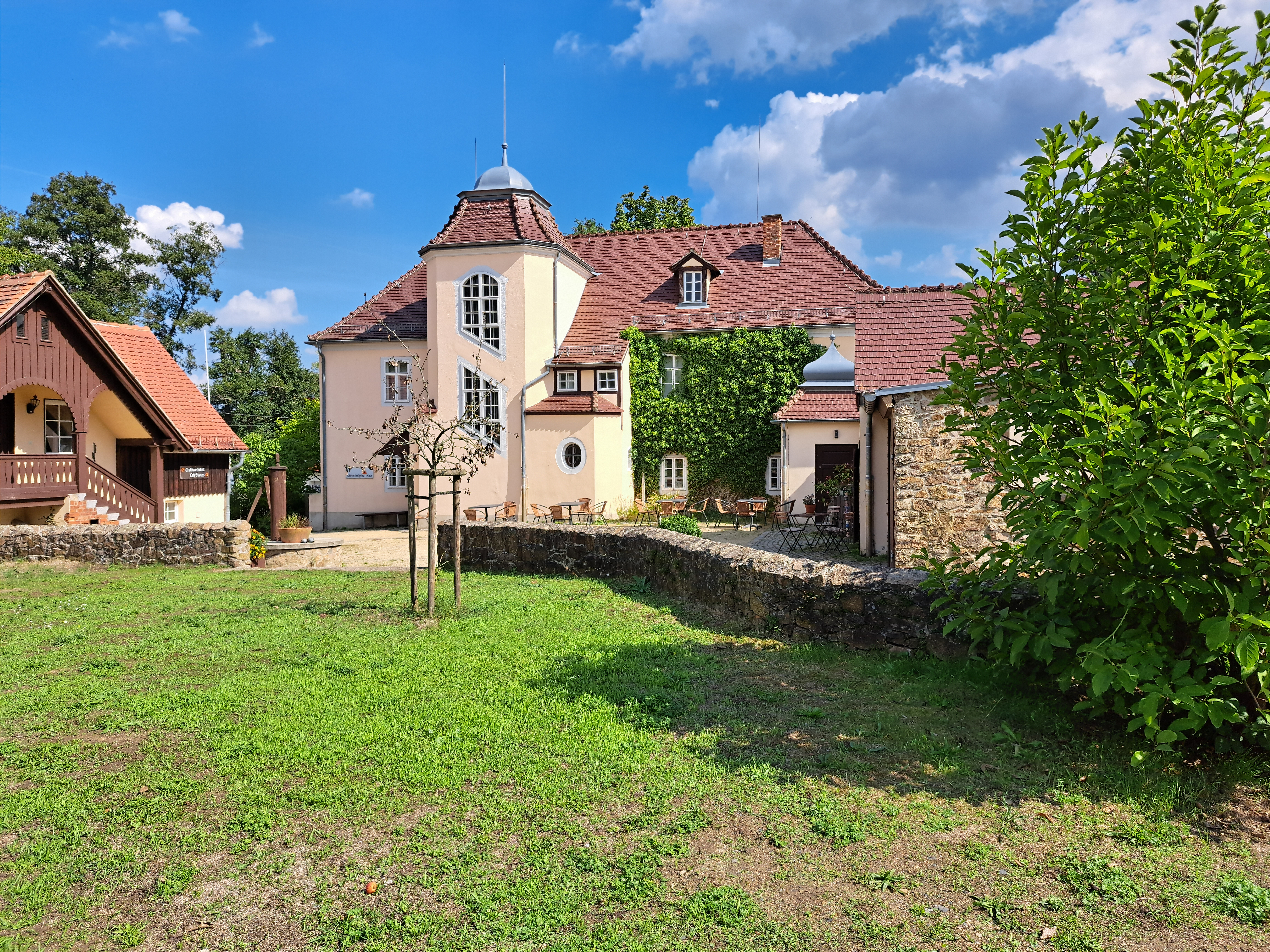
Rüdenhof 2022, Gesamtansicht
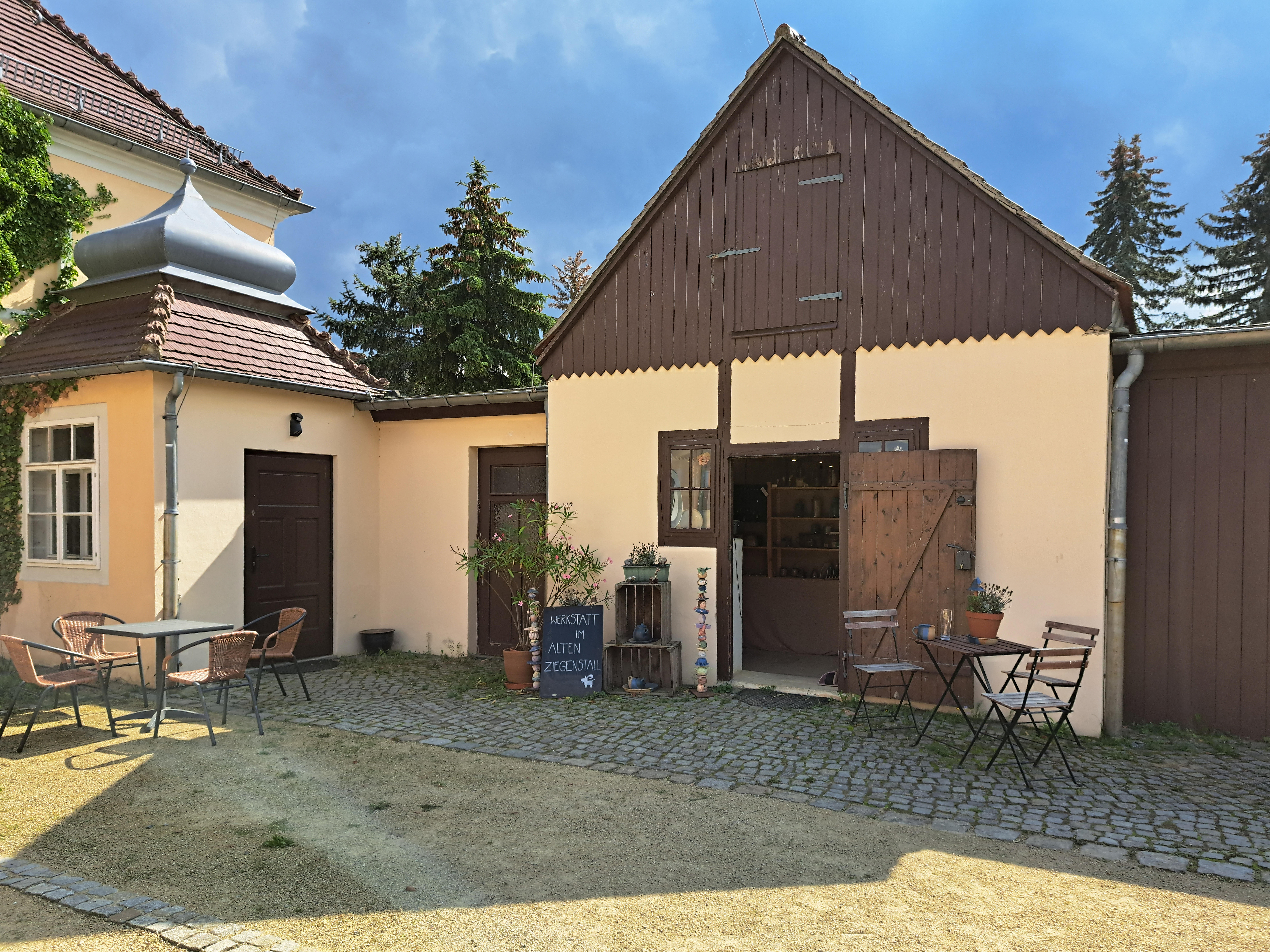
Rüdenhof 2022, Atelier im Ziegenstall
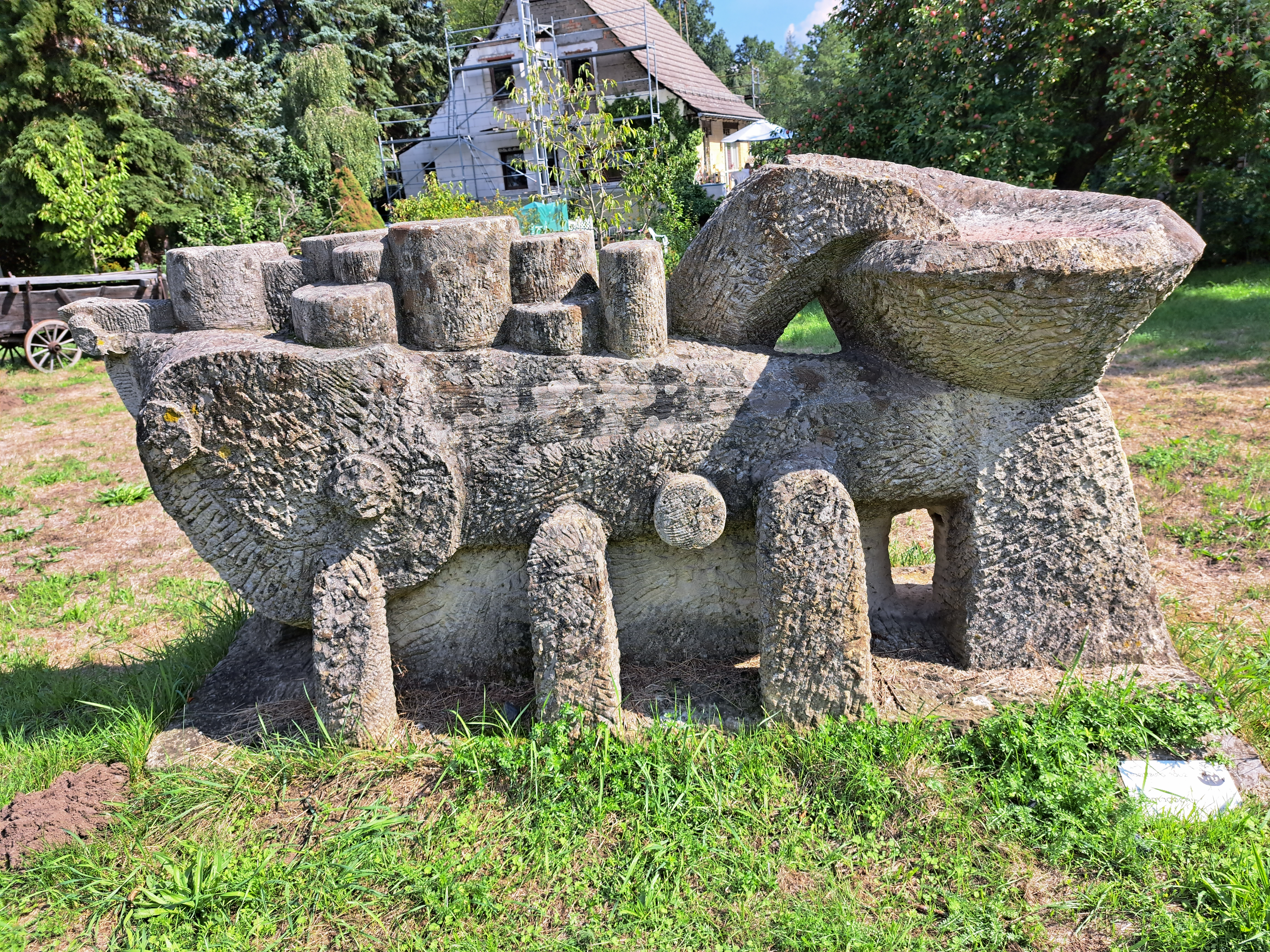
Rüdenhof: Werk Tamagochi